# Flavio Pagano
Flavio Pagano (Napoli, 28 giugno 1962) è uno scrittore italiano.

## Biografia
Nato a Napoli nel 1962, dopo aver compiuto gli studi superiori affiancati da studi musicali di violoncello e, da autodidatta, di pianoforte, fonda nel 1985 fonda la Pagano Editori, nel cui catalogo, dedicato quasi esclusivamente alla saggistica, ha un ruolo di primo piano la musicologia. L'attività della casa editrice prosegue, con un catalogo che arriverà a contare oltre 200 titoli, per quasi vent'anni. Nel 1990 Pagano inizia l'attività pubblicistica, collaborando nel corso degli anni con numerose testate giornalistiche tra le quali Vanity Fair, il manifesto, Corriere della Sera, Corriere del Mezzogiorno, Donna Moderna, The Post Internazionale, Liberazione e altri, e nel gennaio 2009 si iscrive all'albo dei pubblicisti.
Parallelamente a queste attività, Pagano inizia una produzione letteraria che spazia fra temi eterogenei, dallo sport, alla narrativa, dalle dipendenze, alla malattia, e facendo uso di uno stile semplice quanto efficace. Nel 2000 pubblica Monologo per editore, basso continuo e lettore ad libitum, in cui racconta il fallimento di una minuscola casa editrice travolta dall'impossibilità di conciliare il sogno di una cultura libera con gli implacabili meccanismi del mercato (testo poi ridotto anche in versione teatrale quattro anni dopo, e andato in scena nel 2004 a Villa delle Ginestre, nell'ambito del Festival delle Ville Vesuviane). Al primo romanzo segue il fortunato Quelli che il rugby - un racconto ovale (2005), primo romanzo italiano dedicato a questo sport e capostipite di un filone di narrativa sportiva rugbistica, in cui si narra l'iniziazione alla vita di un giovane rugbista attraverso la metafora della sua ultima partita. Poi è la volta di La rivolta degli zingari - Auschwitz 1944 (2009) e, nel 2010, del Manuale del perfetto bugiardo (successivamente ridotto anche per il teatro). Nel 2011 scrive Ragazzi ubriachi, narrando la storia vera di un gruppo di giovani vittime dell'alcolismo, con questo romanzo ottiene il Premio Speciale della Giuria al Premio Elsa Morante.
Nel 2013 pubblica il suo romanzo di maggior successo, Perdutamente, in parte autobiografico, in cui affronta la vicenda di un'anziana madre di famiglia colpita dalla malattia di Alzheimer, con uno stile caratterizzato da una continua alternanza di tragedia a farsa.  Ne Il campione innamorato (2012), scritto a quattro mani con Alessandro Cecchi Paone, i due autori toccano il tema del rapporto tra sport e omosessualità. Successivamente scrive la "mafiaba" I tre giorni della famiglia Cardillo (2014). 
Nel 2015 pubblica Senza paura, che vince il Premio Selezione Bancarella Sport, al Premio Bancarella Sport. Nel 2017 torna sul tema della cura con Infinito presente, tradotto in quattro lingue, in cui è ancora centrale la figura del familiare assistente, che Pagano ha ribattezzato con il neologismo "curacari" rapidamente entrato nel gergo dell'assistenza. Pagano è anche citato dalla Treccani per il neologismo della parola alzheimeriano.
A partire dal 2020 Pagano comincia a occuparsi di filmmaking e di arti visive. Realizza tre cortometraggi caratterizzati da un forte impegno sociale, scrivendo la sceneggiatura, collaborando alla regia e componendo le musiche originali: Mammamà, che, come ricordato dal Corriere della Sera racconta il rapporto fra una anziana donna colpita da Alzheimer e la sua bambola, Le ali di Guido, dedicato al tema dell'autismo e Abbracciami, dedicato alla necessità dell'amore nelle situazioni della vita emotivamente più difficili. 
Nel 2021 realizza l'"installazione migrante" uMani, definita da La Repubblica una installazione contro l''indifferenza che, come ha scritto La Stampa, ci invita a riflettere sul tema dell' inclusione . L'installazione ha compiuto oltre ventimila chilometri in giro per l'Italia, ed è stata esposta fra l'altro a Palazzo Valdina, a Roma, nel complesso della Camera dei Deputati, al Palazzo dei Congressi di Firenze e nel Museo Archeologico Nazionale di Napoli.
Nel 2021 ha pubblicato la raccolta di poesie Città senza mura e l'anno seguente è tornato alla narrativa con La leggenda del ragazzo di pietra in cui narra, attraverso la vicenda di un gruppo di adolescenti deportati, la ribellione ad Auschwitz dei Romanì vittime del Porrajmos. In Il lupo nell'uovo (2022), affronta invece il tema della diversità come motore della vita, attraverso una favola ambientalista. Il libro contiene anche la partitura di una canzone per bambini, composta dall'autore.
Nel 2023 ha scritto e diretto il cortometraggio In principio era il canto, con Katia Ricciarelli, Luca Aquino, Espedito De Marino, per il quale ha composto anche le musiche originali e, nello stesso anno, ha lanciato un nuovo progetto di arte solidale, dal titolo GuestWall che, come ha scritto Cremonaoggi vuole creare nel cuore delle città degli spazi di libertà a disposizione di tutti.

## Premi e riconoscimenti
- Premio Ponte d'oro per la Saggistica (vinto come editore), Università di Messina, 1991
- Premio Elsa Morante, Premio speciale della giuria 2011, per il romanzo Ragazzi ubriachi
- Premio Un libro per il Cinema - Fauno Danzante del Pompei Cinema Festival 2015, per il romanzo Perdutamente
- Premio Selezione Bancarella Sport 2015, per il romanzo Senza Paura
- Premio Giornalistico "Alzheimer: informare per conoscere - cura, ricerca, assistenza, 2016 indetto da Fed. Alzheimer Italia e Unione Nazionale Medico Scientifica di Informazione
- Premio Città di Monteverde (con Medaglia di bronzo del Presidente della Repubblica), 2017, per il romanzo Perdutamente[14]
- Procida Film Festival, Premio Speciale della Giuria "Procida per il Sociale" 2020 per il cortometraggio Mammamà
- Premio Elvira Notari 2020, per il cortometraggio Mammamà
- Premio Internazionale Il Combattente, assegnato dalla F.I.D.C.A, 2023.
- Menzione speciale al Festival del Cinema Med-Limes, ai confini del Mediterraneo 2024, per il cortometraggio  In principio era il Canto.
- Premio Earth Day per il cortometraggio  In principio era il Canto, assegnato dal Festival del Cinema di Cefalù, 2024.
- Premio CineMigrare per l'installazione uMani, 2024
- Premio Carlo Levi 2024, per il romanzo Un milione di giorni
- Premio della Giuria Popolare per il cortometraggio In principio era il Canto, al La Spezia Film Festival 2024

## Opere
- Flavio Pagano, Monologo per editore, basso continuo e lettore ad libitum, manifestolibri, 2000, ISBN 8872851998.
- Flavio Pagano, Quelli che il rugby, manifestolibri, 2005, ISBN 8872853990.
- Flavio Pagano, Il ritorno dei ragazzi di Mafeking, Mursia, 2005, ISBN 8842534277.
- Flavio Pagano, La finestra sul porcile, manifestolibri, 2006, ISBN 887285461X.
- Flavio Pagano, Scacco al maratoneta, manifestolibri, 2008, ISBN 8872855136.
- Alessandro Cecchi Paone e Flavio Pagano, La rivolta degli zingari - Auschwitz 1944, Mursia, 2009, ISBN 8842542873.
- Flavio Pagano, Manuale del perfetto bugiardo, manifestolibri, 2010, ISBN 8872856175.
- Flavio Pagano, Ragazzi ubriachi, manifestolibri, 2011, ISBN 8872856663.
- Flavio Pagano, Il tempo delle mete - Quelli che il rugby e altre storie ovali, manifestolibri, 2011, ISBN 8872857074.
- Alessandro Cecchi Paone e Flavio Pagano, Il campione innamorato - giochi proibiti nello sport, Giunti, 2012, ISBN 8809773403.
- Flavio Pagano, Perdutamente, Giunti, 2013, ISBN 8809785657.
- Flavio Pagano, I tre giorni della Famiglia Cardillo, Piemme, 2014, ISBN 8856634392.
- Flavio Pagano, Senza paura, Giunti, 2015, ISBN 880979513X.
- Pietro Parisi e Flavio Pagano, La cucina che mi ha fatto dimagrire, Sperling & Kupfer, 2016, ISBN 9788820095710.
- Flavio Pagano, Infinito presente, Sperling & Kupfer, 2017, ISBN 9788820062736.
- Flavio Pagano, Città senza mura, Fuorilinea Editore, 2018, ISBN 889655151X.
- Flavio Pagano, Oltre l'alzheimer, Maggioli, 2019, ISBN 8891635561.
- Alessandro Cecchi Paone e Flavio Pagano, La leggenda del ragazzo di pietra - la rivolta dei Rom ad Auschwitz, Fuorilinea Editore, 2022, ISBN 889655196X.
- Flavio Pagano, Il lupo nell'uovo, Giunti, 2022, ISBN 9788809900110.
- Flavio Pagano, Un milione di giorni, Fuorilinea, 2024, ISBN  9791281116467